# Синий крест (химическое оружие)
Синий крест (нем. Blaukreuz, Blaukreuzkampfstoffe) — маркировка на немецких химических снарядах, которые содержали смеси на основе ядовитых веществ, вызывающих при вдыхании кашель и чихание, — стернитов, использовавшиеся Германией в Первой мировой войне. К типичным стернитам принадлежат дифенилхлорарсин (немецкое обозначение Clark I), дифенилцианарсин (Clark II)) и адамсит.
Такие вещества могли проникать сквозь противогаз, вызывая безудержное чихание и рвоту, и заставляли солдат снимать защиту, в результате чего те получали прямое поражение от облака химического оружия. На основе этого оружие «синий крест» нередко комбинировалась со снарядами удушливого действия «зелёный крест», а также обломочным действием.
Первое применение оружия на основе дифенилхлорарсина с обломочным действием состоялось в ночь с 10 на 11 июля 1917 года против войск Великобритании вблизи Ньивпорта (Бельгия). В мае 1918 года был введён в действие дифенилцианарсин, а в июле того же года — N-этилкарбазол.
Типичный состав снаряда «синий крест» базировался на дифенилхлорарсине с возможным добавлением N-этилкарбазола (не более, чем 1:1) и фенилдихлорарсине как растворителе.